# Chaetostichium
Chaetostichium és un gènere de plantes de la subfamília de les cloridòidies, família de les poàcies, ordre de les poals, subclasse de les commelínides, classe de les liliòpsides, divisió dels magnoliofitins.

## Taxonomia
- Chaetostichium majusculum C.E. Hubb.
- Chaetostichium minimum (Hochst.) C.E. Hubb.
  - Chaetostichium minimum var. macrocaetum Chiov.
  - Chaetostichium minimum var. microchaetum Chiov.